# Centro Esportivo de Capoeira Angola
O Centro Esportivo de Capoeira Angola (CECA) foi o centro de treinamento de capoeira angola fundado por Mestre Pastinha no bairro do Pelourinho (Salvador) em 1941. Esta foi a segunda escola de capoeira criada no Brasil oficialmente, sendo a primeira de capoeira angola.

## Fundação
A incubência de organizar a capoeira angola no Brasil foi passada para Mestre Pastinha a partir do guarda civil Amorzinho, o qual era organizador de uma roda de capoeira em Salvador chamada de Jinjibirra.
Assim, em 23 de fevereiro de 1941, Mestre Pastinha idealizou e fundou o Centro Esportivo especificamente no Largo do Cruzeiro de São Francisco no Pelourinho (Salvador), juntamente com Amorzinho, Aberrê, Antônio Maré, Zehyr, Daniel Noronha, Livino Diogo, Vitor H. U, Eulâmpio, Onça Preta, Alemão, Pompilio dos Santos, Domingos dos Magalhães, Athaydio Caldeira (presidente à época da fundação), Aurelydio Caldeira (vice-presidente). As cores oficiais do Centro eram o amarelo e preto, cores do clube de futebol do coração de Pastinha: o Esporte Clube Ypiranga.
No entanto, o Centro foi registrado oficialmente apenas em 1952, quando Paulo Santos Silva era o presidente. Este último, tentou para a decepção de Pastinha, prever no Estatuto da entidade durante seu registro que ele mesmo foi o fundador e idealizador do Centro em 1º de outubro de 1952 com as cores branco e vermelho. Pastinha posteriormente fez a retificação do registro prevendo as informações iniciais do Centro de quando ele foi efetivamente formado em 1941.
Cerca de cinco anos mais tarde, quando Pastinha tinha 66 anos, a sede do CECA foi transferido para o casarão da Praça do Pelourinho, nº 19 em Salvador. Neste local treinaram capoeiristas consagrados como Valdemar da Paixão, Noronha, Maré, Divino, Traíra. Outros grandes nomes da capoeira se formaram lá como Mestre Curió, Albertino, Gildo Alfinete, Valdomiro, Mestre João Grande e Mestre João Pequeno.

## Continuidade de João Pequeno
Mestre João Pequeno foi designado por Mestre Pastinha a dar continuidade ao seu trabalho e ao Centro Esportivo de Capoeira Angola mesmo antes de sua morte em 1981. Assim, João Pequeno dá continuidade ao trabalho de seu Mestre fundando em 1982 a Academia de Mestre João Pequeno de Pastinha – Centro Esportivo de Capoeira Angola (CECA - AJPP) localizado até hoje no Forte de Santo Antônio Além do Carmo, em Salvador. Este é coordenado por Mestra Nani de João Pequeno, Mestre Aranha e Mestre Zoinho.